# 紹夫科普利亞瑟 (哈爾科夫區)
50°9′41″N 36°5′58″E / 50.16139°N 36.09944°E

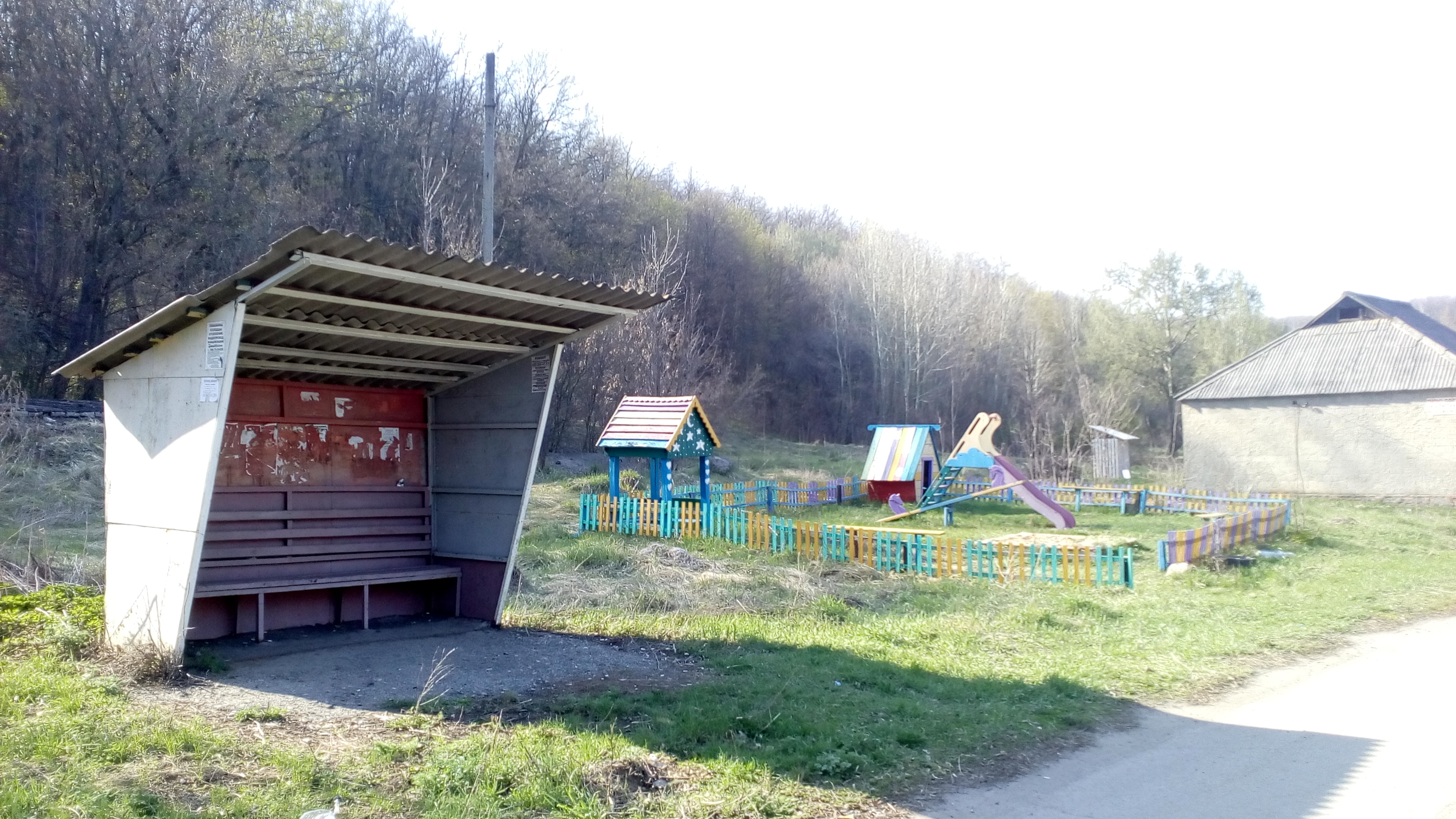

紹夫科普利亞瑟（烏克蘭語：Шовкопляси）是位於烏克蘭東部的村莊，由哈爾科夫州哈爾科夫區的德爾哈奇市鎮負責管轄。該村始建於1680年，面積0.7平方公里，海拔高度126米，2001年人口192，人口密度每平方公里276.3人。